# Discografia dei Matia Bazar
Questa pagina contiene la discografia completa del gruppo musicale italiano Matia Bazar.

## Album in studio
- 1976 - Matia Bazar 1
- 1977 - Gran Bazar
- 1978 - Semplicità
- 1979 - Tournée
- 1980 - Il tempo del sole
- 1982 - Berlino, Parigi, Londra
- 1983 - Tango
- 1984 - Aristocratica
- 1985 - Melanchólia
- 1987 - Melò
- 1989 - Red Corner
- 1991 - Anime pigre
- 1993 - Dove le canzoni si avverano
- 1995 - Radiomatia
- 1997 - Benvenuti a Sausalito
- 2000 - Brivido caldo
- 2001 - Dolce canto
- 2005 - Profili svelati
- 2007 - One1 Two2 Three3 Four4
- 2008 - One1 Two2 Three3 Four4 - Volume due
- 2011 - Conseguenza logica
- 2012 - Conseguenza logica (Sanremo Edition) (ristampa del precedente con due brani in più)

per i mercati latini
- 1980 - El tiempo del sol (promo)
- 2000 - Escalofrío cálido (Spagna, Konga Music CXCD 257)

## Album dal vivo
- 2002 - Messaggi dal vivo
- 2002 - Live@RTSI - 20 maggio 1981 (ristampato nel 2006 e nel 2013) CD, VHS e DVD
- 2015 - Matia Bazar 40th Anniversary Celebration (CD + 2 DVD)

## Raccolte
- 1977 - L'oro dei Matia Bazar - Solo tu (Ariston AR LP 12326)
- 1982 - Matia Bazar (Profili musicali) (Dischi Ricordi SRIC 025) venduta solo in edicola
- 1987 - * Stasera che sera (CGD LSM 1267), su CD nel 1988 (CDLSM 100024)
- 1987 - Solo tu (CGD LSM 1268), su CD nel 1988 (CDLSM 100025)
- 1987 - * C'è tutto un mondo intorno (CGD LSM 1269), su CD nel 1988 (CDLSM 100062)
- 1988 - 10 grandi successi oppure Matia Bazar - Best[1] (CGD 20750, 30 CGD 20750, CDS 6085)
- 1992 - * Tutto il mondo dei Matia Bazar (Virgin, su etichetta Fonit-Cetra, VDI 133, VDICD 133, VDIK 7133)
- 1994 - * Gold (La Drogueria di Drugolo DDD) ristampa di Tutto il mondo dei Matia Bazar
- 1996 - Tutto il meglio dei Matia Bazar (Virgin 8 41405 2) rimasterizzato
- 1998 - Souvenir: The Very Best of Matia Bazar (Virgin 8 45699 2) rimasterizzazione digitale
- 1999 - * Vacanze romane e altri successi (Polydor 5 59778 2); 2008 - * Ristampa, copertina diversa (DDD)
- 2001 - Sentimentale: le più belle canzoni d'amore... (Virgin 8 50970 2)
- 2002 - Studio Collection (Virgin 8 13078 2); 2005 - Ristampa, copertina diversa (EMI 4 77219 2); 2006 - Ristampa, copertina diversa
- 2002 - * I grandi successi distribuita con TV Sorrisi e Canzoni, ristampa di un' * omonima raccolta Virgin del 1991
- 2004 - Made in Italy (collana EMI 5 98206 2)
- 2006 - * Le più belle canzoni di Matia Bazar (collana EMI 3 48126 2)
- 2006 - Collezione Italiana (collana EMI 3 63191 2) ristampa di Studio Collection
- 2006 - * DOC - Disco di Origine Controllata (collana EMI 3 73044 2)
- 2007 - * The Best Platinum Collection (collana EMI 3 92134 2)
- 2007 - Solo grandi successi (collana EMI 3 97822 2)
- 2007 - The Platinum Collection (collana EMI 5 10598 2)
- 2008 - Per un'ora d'amore: The Virgin Collection (EMI 2 08182 2)
- 2011 - * Fantasia - Best & Rarities (EMI 0 29274 2)
- 2012 - * Essential (collana EMI 6 24114 2)
- 2022 - The Best Of (ADA Music Italy) (download digitale)

per i mercati latini
- 1978 - * Sencillez (Hispavox S 60.147) 10 brani in spagnolo
- 1996 - * Grandes éxitos Spagna (Virgin 8 41773 2) canzoni rimasterizzate: 10 in spagnolo, 8 in italiano
- 1999 - * Y decirse ciao... (Replay RMCD 4224, 7 00422 4) 9 brani in spagnolo, 1 in italiano
- 2003 - * 18 Grandes éxitos Cile (Leader 5 75670 2), ristampa di Grandes éxitos

## Singoli
- 1975 - Stasera... che sera!/Io, Matia (Ariston AR 00669)
- 1975 - Per un'ora d'amore/Cavallo bianco (Ariston Records AR 00720)
- 1976 - Che male fa/Un domani sempre pieno di te ( Ariston Records AR 00754)
- 1977 - Ma perché?/Se... (Ariston Records AR 00772)
- 1977 - Solo tu/Per un minuto e poi... (Ariston Records AR 00793)
- 1977 - Ma perché/Che male fa (Ariston ARX 16003) (Mix 12")
- 1978 - Mister Mandarino/Limericks (AR 00819) (realizzato con 2 copertine diverse)
- 1978 - ...e dirsi ciao/Ma che giornata strana (AR 00823)
- 1978 - Tu semplicità/È così (AR 00838)
- 1979 - Raggio di luna/Però che bello (AR 00853)
- 1979 - C'è tutto un mondo intorno/Per amare cosa vuoi (AR 00875)
- 1979 - C'è tutto un mondo intorno/Ragazzo in blue jeans/Tram/Non è poi tanto male (ARX 16018) (Mix 12")[2]
- 1980 - Italian sinfonia/Non mi fermare (AR 00897)
- 1980 - Il tempo del sole/Mio bel Pierrot (AR 00905)
- 1982 - Fantasia/Io ti voglio adesso (AR 00923)
- 1982 - Fantasia/Lili Marleen (ARX 16022) (LP con brani di artisti diversi)
- 1983 - Vacanze romane/Palestina (AR 00943)
- 1983 - Elettrochoc (remix)/Elettrochoc (strumentale) (ARX 16027) (Mix 12")
- 1984 - Aristocratica/Milady (AR 00958)
- 1985 - Souvenir/Sulla scia (AR 00963)
- 1985 - Ti sento/Fiumi di parole (AR 00969)
- 1985 - I Feel You/Ti sento (ARX 16040) (Mix 12")
- 1987 - Noi/Ai confini della realtà (Compagnia Generale del Disco CGD 10740)
- 1987 - Life (ext. remix)/Noi (remix)/Noi (strumentale) (CGD 15318) (Mix 12")
- 1988 - La prima stella della sera/Mi manchi ancora (CGD 10790)
- 1989 - Stringimi/Il mare (CGD 10840)
- 1989 - Stringimi (ext. remix)/Stringimi (remix strumentale) (CGD 15441) (Mix 12")
- 1991 - Volo anch'io/Si può ricominciare (La Drogueria di Drugolo DDD 114 303)
- 1991 - Fantasmi dell'Opera/Sei come me (DDD 114 926)
- 1992 - Piccoli giganti/C'era una volta (DDD 115 233)
- 1992 - Piccoli giganti (remix) (DDD 007) (Mix 12")
- 1993 - Dedicato a te/Soldi soldissimi (DDD 432 1 13561 2) (CD singolo)
- 1993 - Svegli nella notte (Knock e single new remix version)/Dove le canzoni si avverano (DDD ???) (CD singolo)
- 1995 - La scuola dei serpenti (Polydor 5002 189) (CD singolo)
- 1997 - Quando non ci sei (Polydor 5002 348) (CD singolo)
- 1997 - Parola magica (Polydor 5002 378) (CD singolo)
- 1997 - Sotto il cielo del destino (Polydor 5002 ???) (CD singolo)
- 2000 - Brivido caldo (Columbia COL 6 69025 1) (CD singolo)
- 2000 - Non abbassare gli occhi (Sony Music SAMPCS 8674)
- 2001 - Questa nostra grande storia d'amore/Via da me (COL 6 70847 1) (CD singolo)
- 2002 - Messaggio d'amore (Bazar Music BZR 6 72472 1) (CD singolo)
- 2005 - Grido d'amore (BZR 6 75764 2) (CD singolo)
- 2007 - Ho in mente te (You Were on My Mind) (MBO)
- 2010 - Gli occhi caldi di Sylvie (BZR) (download digitale)
- 2011 - Conseguenza logica
- 2012 - Sei tu (BZR) (download digitale)
- 2018 - Verso il punto più alto (Farn Music) (download digitale)
- 2018 - Questo è il tempo (Farn Music) (download digitale)
- 2019 - È Primaveramore (Farn Music) (download digitale)
- 2022 - Non finisce così (ADA Music Italy) (download digitale)
- 2024 - Maliboo (feat.Ale Zuber, Matia Bazar & Joka Diablo) (download digitale)

### Videoclip
- 1977 - Solo tu
- 1977 - Ma perché?
- 1977 - Che male fa
- 1978 - Mister Mandarino
- 1978 - Tu semplicità
- 1978 - C'è tutto un mondo intorno
- 1979 - Tram
- 1979 - Raggio di luna
- 1979 - Accipicchia che nostalgia
- 1979 - Però che bello
- 1979 - E' così
- 1980 - Il tempo del sole
- 1980 - Mio bel pierrot
- 1982 - Fantasia
- 1982 - Fortuna
- 1983 - Vacanze romane
- 1983 - Palestina
- 1983 - I bambini di poi
- 1983 - Elettrochoc
- 1983 - Il video sono io
- 1984 - Aristocratica
- 1985 - Souvenir
- 1985 - Ti sento
- 1985 - I feel you
- 1987 - Noi
- 1988 - La prima stella della sera
- 1989 - Stringimi
- 1991 - Volo anch'io
- 1997 - Quando non ci sei
- 2005 - Grido d'amore
- 2010 - Gli occhi caldi di Sylvie
- 2011 - Conseguenza logica
- 2011 - A piene mani
- 2012 - Sei tu
- 2018 - Verso il punto più alto
- 2018 - Questo è il tempo
- 2019 - È Primaveramore
- 2022 - Non finisce così
- 2024 - Maliboo (feat.Ale Zuber, Matia Bazar & Joka Diablo)